# Maracaibotodityrann
Maracaibotodityrann (Todirostrum viridanum) är en fågel i familjen tyranner inom ordningen tättingar.

## Utbredning och systematik
Fågeln förekommer i kustnära områden i nordvästra Venezuela (Zulia och Falcón). Den behandlas som monotypisk, det vill säga att den inte delas in i några underarter.

## Status
IUCN kategoriserar arten som livskraftig.

## Namn
Fågeln är uppkallad efter Maracaibosjön, en havsvik i nordvästra Venezuela.